# Nisciun
Nisciun è un singolo del rapper italiano Luchè, pubblicato il 2 febbraio 2015.

## Video musicale
Il videoclip, diretto da Johnny Dama, è stato caricato sul canale YouTube del rapper il 2 febbraio 2015. Il brano è stato successivamente inserito nel terzo album in studio del rapper napoletano Malammore.

## Tracce
1. Nisciun – 4:08